# 梅塞尔隼属
梅塞尔隼（学名：Masillaraptor）是隼形目梅塞尔隼科的一员。其发现于于德国中始新世的梅塞尔坑，是现代隼类的史前长腿近亲。梅塞尔隼属下有且仅有一个物种，即模式种纤爪梅塞尔隼（学名：Masillaraptor parvunguis）。
属名Masillaraptor组合拉丁词Masilla（梅塞尔城的旧称）和新拉丁语后缀raptor，这个后缀常用于各种猛禽与部分非鸟恐龙。种名parvunguis由拉丁词parvus（小的、纤弱的）和unguis（爪）构成。